# Cattedrali in Cina

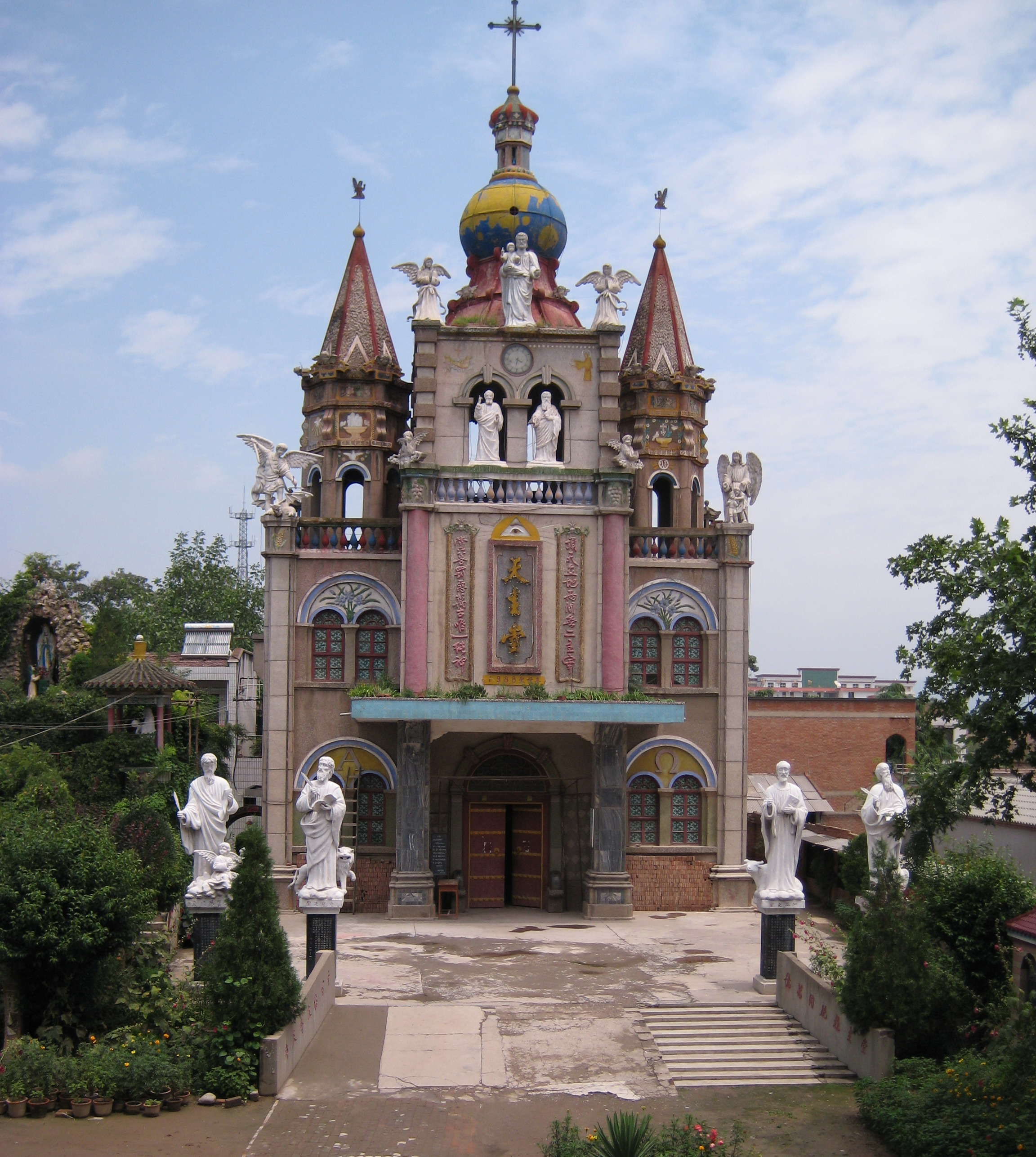
Cattedrale di San Giuseppe (Fengxiang)

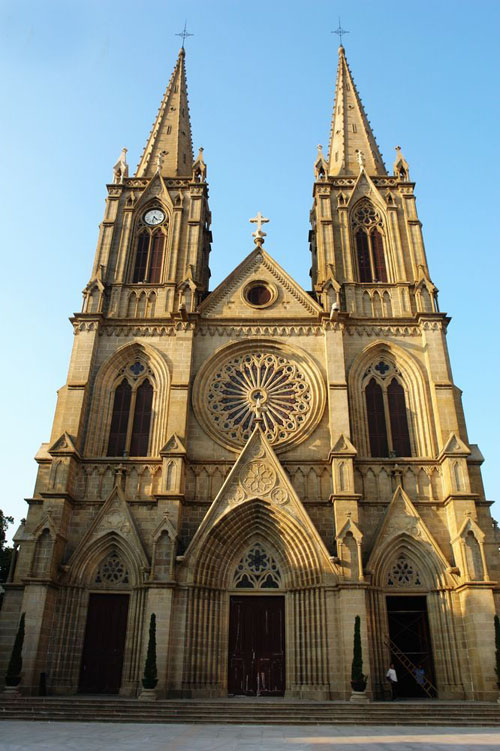
Cattedrale del Sacro Cuore (Guangzhou)

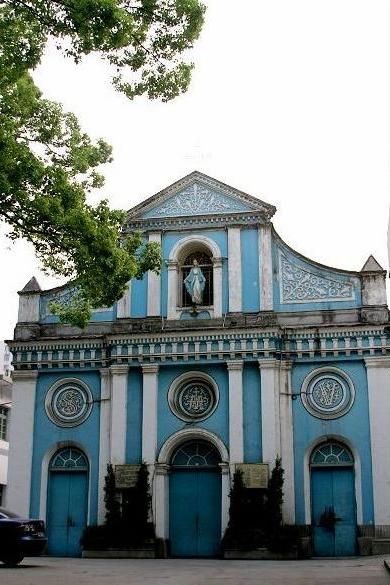
Cattedrale dell'Immacolata Concezione (Hangzhou)

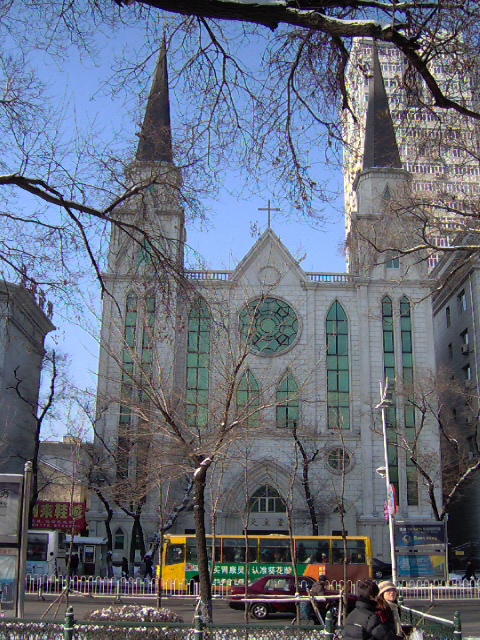
Cattedrale del Sacro Cuore (Harbin)

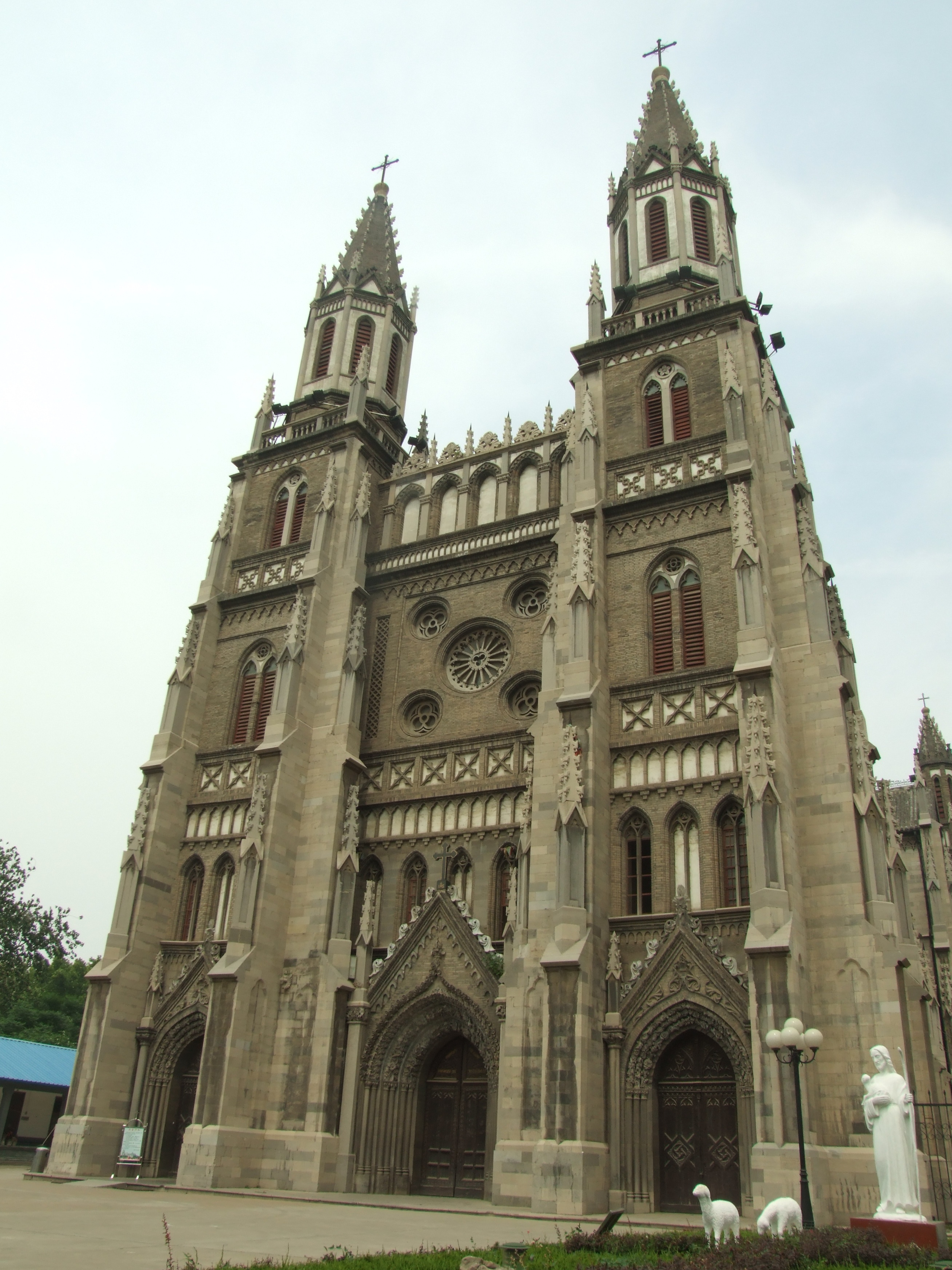
Cattedrale del Sacro Cuore (Jinan)

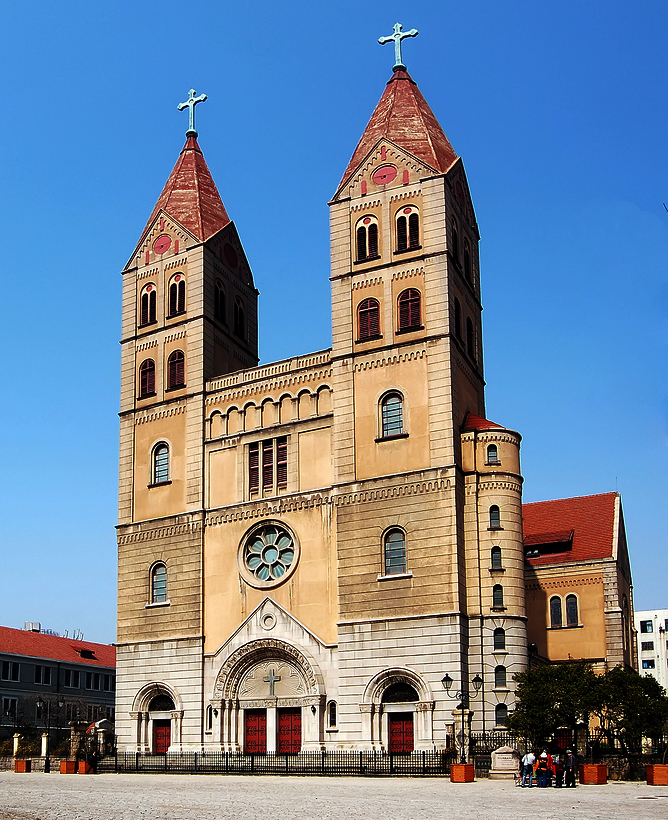
Cattedrale di San Michele (Qingdao)

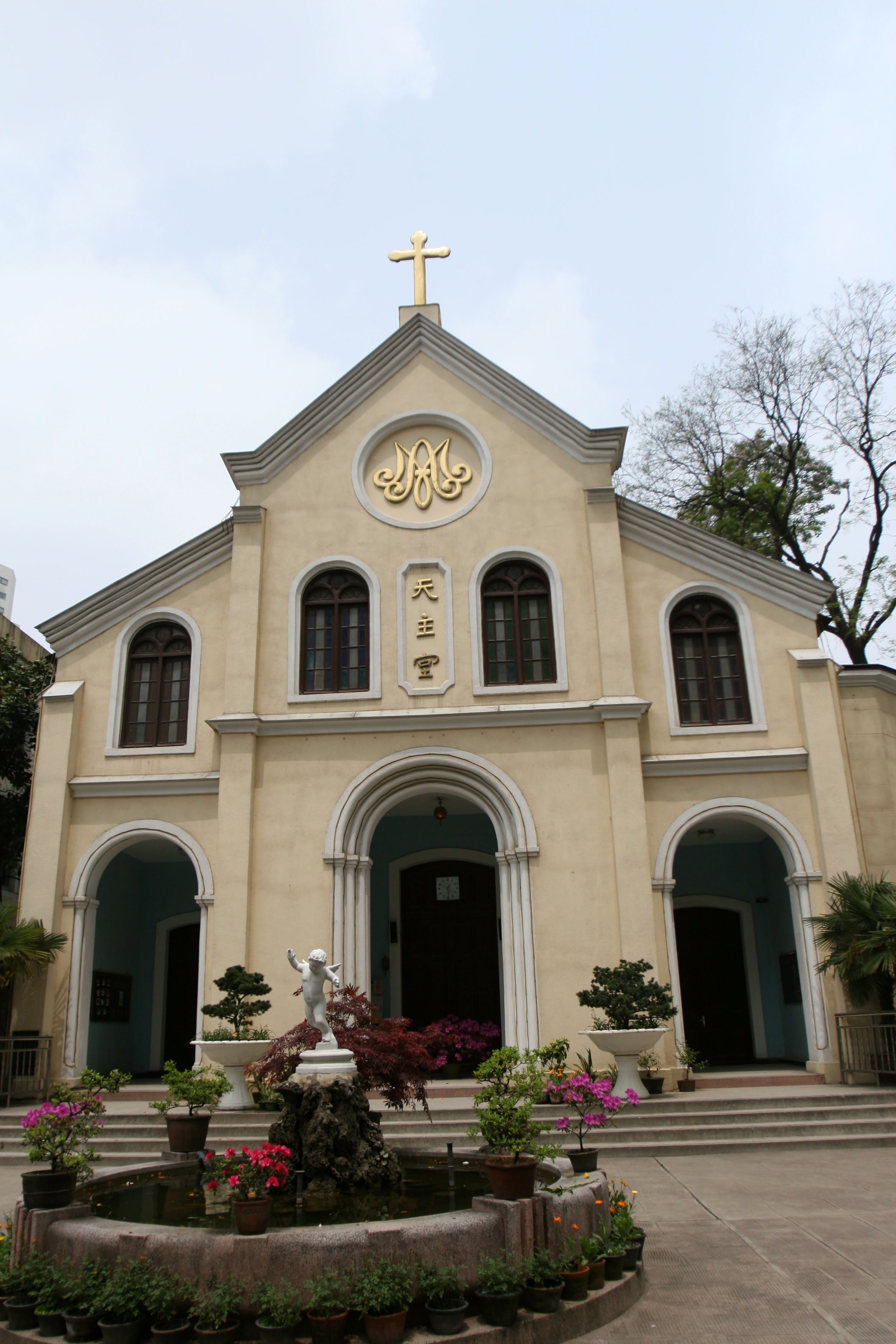
Cattedrale dell'Immacolata Concezione (Nanchino)

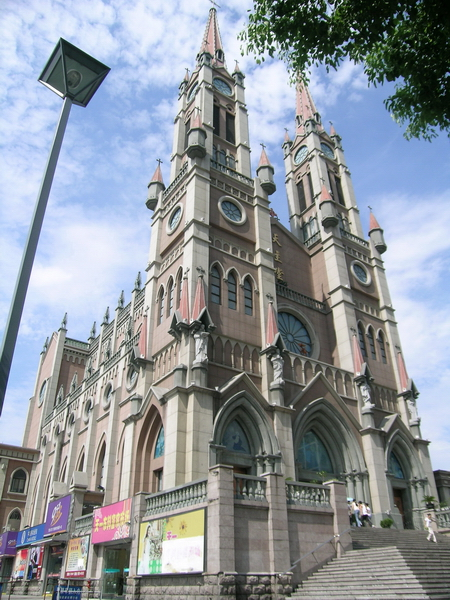
Cattedrale di Nostra Signora dei Sette Dolori (Ningbo)

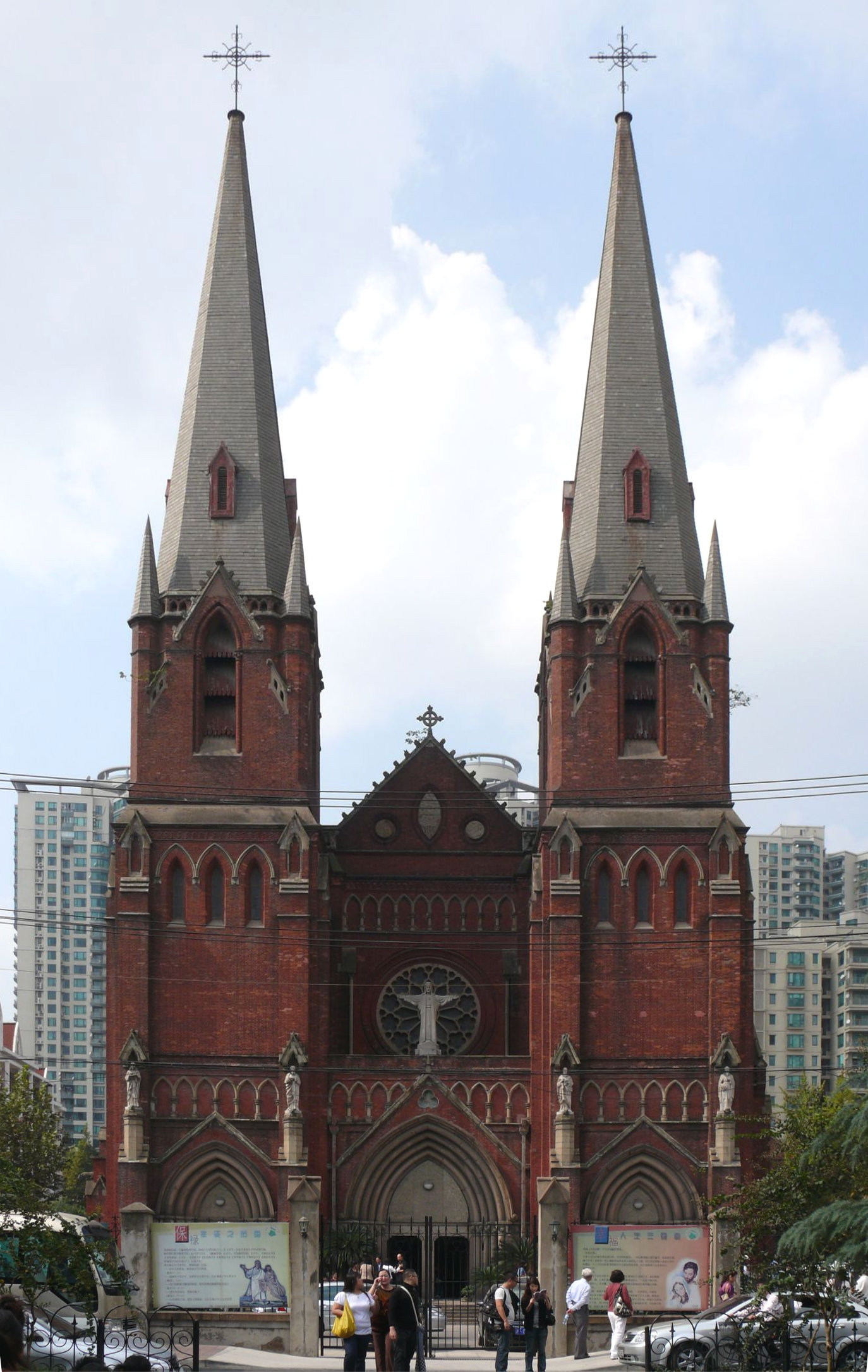
Cattedrale di Sant'Ignazio (Shanghai)

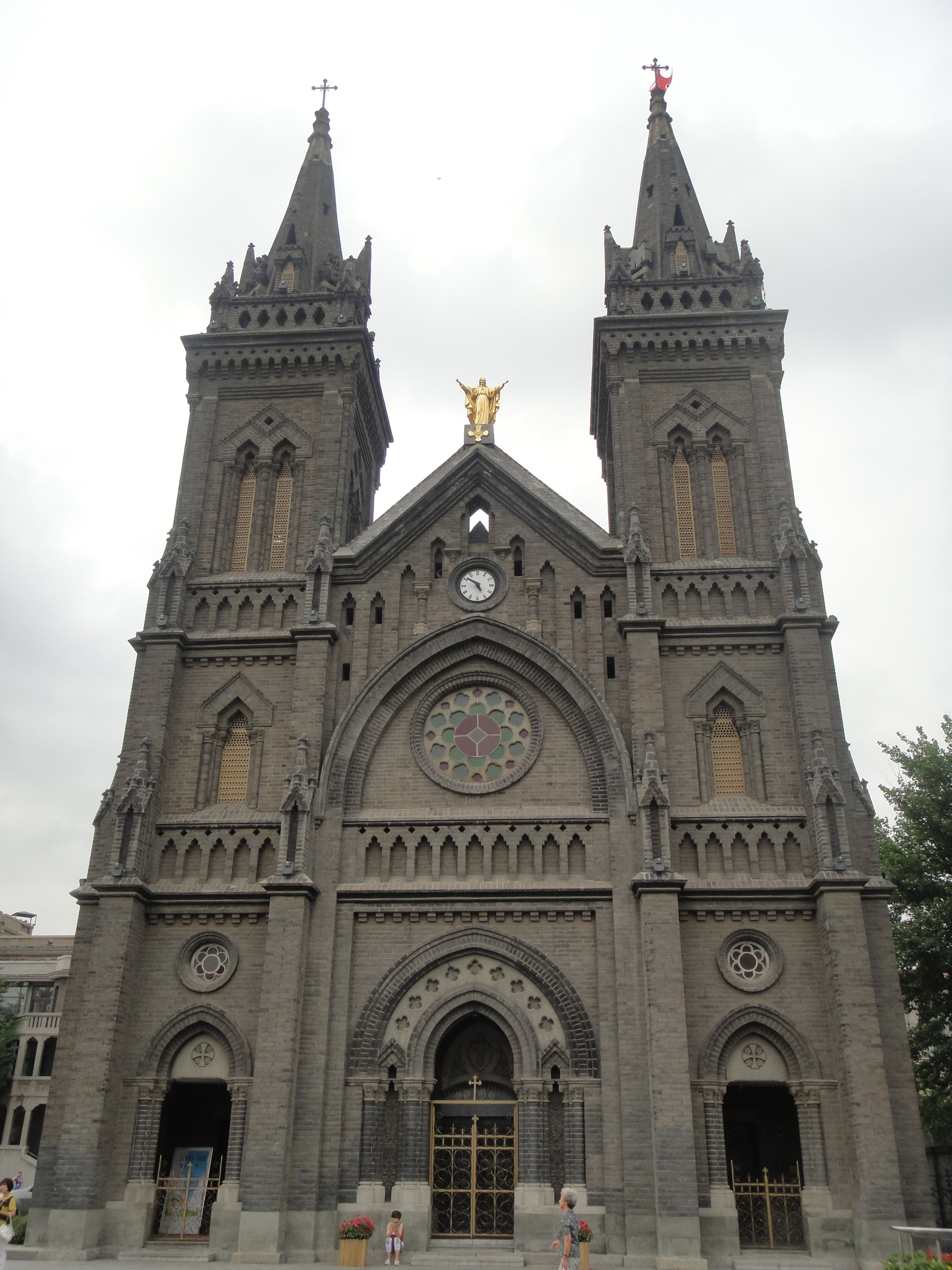
Cattedrale del Sacro Cuore di Gesù (Shenyang)

Questa è una lista delle cattedrali presenti in Cina.

## Cattedrali cattoliche

### Cina continentale
| Cattedrale                                       | Arcidiocesi o Diocesi                | Località     |
| ------------------------------------------------ | ------------------------------------ | ------------ |
| Cattedrale di San Tommaso                        | Arcidiocesi di Anqing                | Hefei        |
| Cattedrale dei Santi Pietro e Paolo              | Diocesi di Baoding                   | Baoding      |
| Cattedrale di San Vittore                        | Diocesi di Beihai                    | Zhanjiang    |
| Cattedrale dell'Immacolata Concezione            | Arcidiocesi di Pechino               | Pechino      |
| Cattedrale di Bengbu                             | Diocesi di Bengbu                    | Bengbu       |
| Cattedrale di Cristo Re                          | Diocesi di Caozhou                   | Heze         |
| Cattedrale dell'Immacolata Concezione            | Arcidiocesi di Changsha              | Changsha     |
| Cattedrale del Buon Pastore                      | Diocesi di Chengde                   | Chengde      |
| Cattedrale dell'Immacolata Concezione            | Diocesi di Chengdu                   | Chengdu      |
| Cattedrale di Chifeng                            | Diocesi di Chifeng                   | Chifeng      |
| Cattedrale di San Giuseppe                       | Arcidiocesi di Chongqing             | Chongqing    |
| Cattedrale del Sacro Cuore di Gesù               | Diocesi di Dali                      | Dali         |
| Cattedrale della Madre della Grazia              | Diocesi di Daming                    | Daming       |
| Cattedrale del Cuore Immacolato di Maria         | Diocesi di Datong                    | Datong       |
| Cattedrale di San Giuseppe                       | Diocesi di Fengxiang                 | Fengxiang    |
| Cattedrale di San Giuseppe                       | Diocesi di Fushun                    | Fushun       |
| Cattedrale di San Domanico                       | Arcidiocesi di Fuzhou                | Fuzhou       |
| Cattedrale di Ganzhou                            | Diocesi di Ganzhou                   | Ganzhou      |
| Cattedrale del Sacro Cuore                       | Arcidiocesi di Guangzhou             | Guangzhou    |
| Cattedrale di San Giuseppe                       | Arcidiocesi di Guiyang               | Guiyang      |
| Cattedrale del Buon Pastore                      | Diocesi di Haimen                    | Nantong      |
| Cattedrale del Sacro Cuore di Gesù               | Prefettura apostolica di Hainan      | Haikou       |
| Cattedrale dell'Immacolata Concezione            | Arcidiocesi di Hangzhou              | Hangzhou     |
| Cattedrale di San Giuseppe                       | Arcidiocesi di Hankou                | Wuhan        |
| Cattedrale di San Colombano                      | Diocesi di Hanyang                   | Hanyang      |
| Cattedrale di San Michele Arcangelo              | Diocesi di Hanzhong                  | Hanzhong     |
| Cattedrale del Sacro Cuore di Gesù               | Amministrazione apostolica di Harbin | Harbin       |
| Cattedrale di Linfen                             | Diocesi di Hongdong                  | Linfen       |
| Cattedrale di Ji'an                              | Diocesi di Ji'an                     | Ji'an        |
| Cattedrale del Sacro Cuore di Gesù               | Diocesi di Leshan                    | Leshan       |
| Cattedrale di Jian'ou                            | Prefettura apostolica di Jian'ou     | Jian'ou      |
| Cattedrale del Cuore Immacolato di Maria         | Diocesi di Jiangmen                  | Zhongshan    |
| Cattedrale della Sacra Famiglia                  | Diocesi di Meixian                   | Meizhou      |
| Cattedrale di Santa Teresa                       | Diocesi di Jilin                     | Changchun    |
| Cattedrale del Sacro Cuore                       | Arcidiocesi di Jinan                 | Jinan        |
| Cattedrale di Nostra Signora Aiuto dei Cristiani | Diocesi di Jingxian                  | Jingxian     |
| Cattedrale di Nostra Signora del Rosario         | Diocesi di Jining                    | Ulanqab      |
| Cattedrale del Sacro Cuore                       | Diocesi di Jixian                    | Anyang       |
| Cattedrale del Sacro Cuore di Gesù               | Arcidiocesi di Kaifeng               | Kaifeng      |
| Cattedrale del Sacro Cuore di Gesù               | Arcidiocesi di Kunming               | Kunming      |
| Cattedrale del Sacro Cuore                       | Arcidiocesi di Lanzhou               | Lanzhou      |
| Cattedrale del Sacro Cuore di Gesù               | Diocesi di Linhai                    | Taizhou      |
| Cattedrale del Sacro Cuore di Gesù               | Diocesi di Lishui                    | Lishui       |
| Cattedrale del Sacro Cuore                       | Diocesi di Lu'an                     | Changzhi     |
| Cattedrale del Sacro Cuore di Gesù               | Diocesi di Lüliang                   | Fenyang      |
| Cattedrale della Madre di Dio                    | Diocesi di Luoyang                   | Luoyang      |
| Cattedrale dell'Immacolata Concezione            | Arcidiocesi di Nanchang              | Nanchang     |
| Cattedrale dell'Immacolata Concezione            | Arcidiocesi di Nanjing               | Nanjing      |
| Cattedrale di Nostra Signora della Cina          | Arcidiocesi di Nanning               | Nanning      |
| Cattedrale di San Giuseppe                       | Diocesi di Nanyang                   | Nanyang      |
| Cattedrale dell'Assunzione                       | Diocesi di Ningbo                    | Ningbo       |
| Cattedrale del Cuore Immacolato di Maria         | Diocesi di Yinchuan                  | Yinchuan     |
| Cattedrale di Pingliang                          | Diocesi di Pingliang                 | Pingliang    |
| Cattedrale di Chibi                              | Diocesi di Puqi                      | Chibi        |
| Cattedrale di San Michele                        | Diocesi di Qingdao                   | Qingdao      |
| Cattedrale di Dongguan                           | Diocesi di Tianshui                  | Tianshui     |
| Cattedrale di San Michele                        | Prefettura apostolica di Qiqihar     | Qiqihar      |
| Cattedrale del Sacro Cuore di Gesù               | Diocesi di Sanyuan                   | Sanyuan      |
| Cattedrale di Sant'Ignazio                       | Diocesi di Shanghai                  | Shanghai     |
| Cattedrale del Sacro Cuore di Gesù               | Diocesi di Shangqiu                  | Shangqiu     |
| Cattedrale di San Giuseppe                       | Diocesi di Shantou                   | Shantou      |
| Cattedrale di Shaowu                             | Prefettura apostolica di Shaowu      | Shaowu       |
| Cattedrale del Sacro Cuore di Gesù               | Arcidiocesi di Shenyang              | Shenyang     |
| Cattedrale di Xingtai                            | Diocesi di Xingtai                   | Xingtai      |
| Cattedrale del Sacro Cuore di Gesù               | Diocesi di Nanchong                  | Nanchong     |
| Cattedrale di Nostra Signora                     | Diocesi di Shuoxian                  | Shuozhou     |
| Cattedrale del Santissimo Sacramento             | Diocesi di Yibin                     | Yibin        |
| Cattedrale del Sacro Cuore di Gesù               | Arcidiocesi di Hohot                 | Hohhot       |
| Cattedrale di Nostra Signora dei Sette Dolori    | Diocesi di Suzhou                    | Suzhou       |
| Cattedrale dell'Immacolata Concezione            | Arcidiocesi di Taiyuan               | Taiyuan      |
| Cattedrale di San Giuseppe                       | Diocesi di Tianjin                   | Tianjin      |
| Cattedrale dell'Immacolata Concezione            | Diocesi di Wanxian                   | Wanzhou      |
| Cattedrale di Cristo Re                          | Diocesi di Weifang                   | Qingzhou     |
| Cattedrale di San Giuseppe                       | Diocesi di Wuhu                      | Wuhu         |
| Cattedrale di Wuzhou                             | Diocesi di Wuzhou                    | Wuzhou       |
| Cattedrale di San Francesco                      | Arcidiocesi di Xi'an                 | Xi'an        |
| Cattedrale di Cristo Re                          | Diocesi di Xiamen                    | Xiamen       |
| Cattedrale del Santo Rosario                     | Diocesi di Xiangyang                 | Xiangyang    |
| Cattedrale del Sacro Cuore                       | Diocesi di Xianxian                  | Xianxian     |
| Cattedrale del Sacro Cuore di Gesù               | Prefettura apostolica di Ankang      | Ankang       |
| Cattedrale dell'Immacolata Concezione            | Prefettura apostolica di Xinjiang    | Urumchi      |
| Cattedrale di Chongli                            | Diocesi di Chongli-Xiwanzi           | Chongli      |
| Cattedrale della Santa Croce                     | Diocesi di Xuanhua                   | Zhangjiakou  |
| Cattedrale del Sacro Cuore di Gesù               | Diocesi di Xuzhou                    | Xuzhou       |
| Cattedrale di Dingshui                           | Diocesi di Yanggu                    | Dingshui     |
| Cattedrale dello Spirito Santo                   | Diocesi di Yanzhou                   | Yanzhou      |
| Cattedrale di San Francesco                      | Diocesi di Yichang                   | Yichang      |
| Cattedrale di San Paolo                          | Diocesi di Yongjia                   | Wenzhou      |
| Cattedrale dell'Immacolata Concezione            | Diocesi di Yongping                  | Tangshan     |
| Cattedrale di San Giuseppe                       | Diocesi di Yuci                      | Pujong       |
| Cattedrale di Cristo Re                          | Diocesi di Zhengding                 | Wuqiu        |
| Cattedrale dell'Immacolata Concezione            | Diocesi di Zhengding                 | Shijiazhuang |
| Cattedrale di Zibo                               | Diocesi di Zhoucun                   | Zibo         |
| Cattedrale del Cuore Immacolato di Maria         | Diocesi di Zhouzhi                   | Zhouzhi      |

### Hong Kong
| Cattedrale                            | Diocesi              | Città     |
| ------------------------------------- | -------------------- | --------- |
| Cattedrale dell'Immacolata Concezione | Diocesi di Hong Kong | Hong Kong |

### Macao
| Cattedrale                         | Diocesi          | Città |
| ---------------------------------- | ---------------- | ----- |
| Cattedrale della Natività di Maria | Diocesi di Macao | Macao |

## Cattedrali ortodosse

### Cina continentale
| Cattedrale                | Diocesi                                      | Città  |
| ------------------------- | -------------------------------------------- | ------ |
| Cattedrale di Santa Sofia | Chiesa ortodossa cinese Patriarcato di Mosca | Harbin |

### Hong Kong
| Cattedrale             | Diocesi                                               | Città     |
| ---------------------- | ----------------------------------------------------- | --------- |
| Cattedrale di San Luca | Metropolia di Hong Kong Patriarcato di Costantinopoli | Hong Kong |

## Cattedrali anglicane

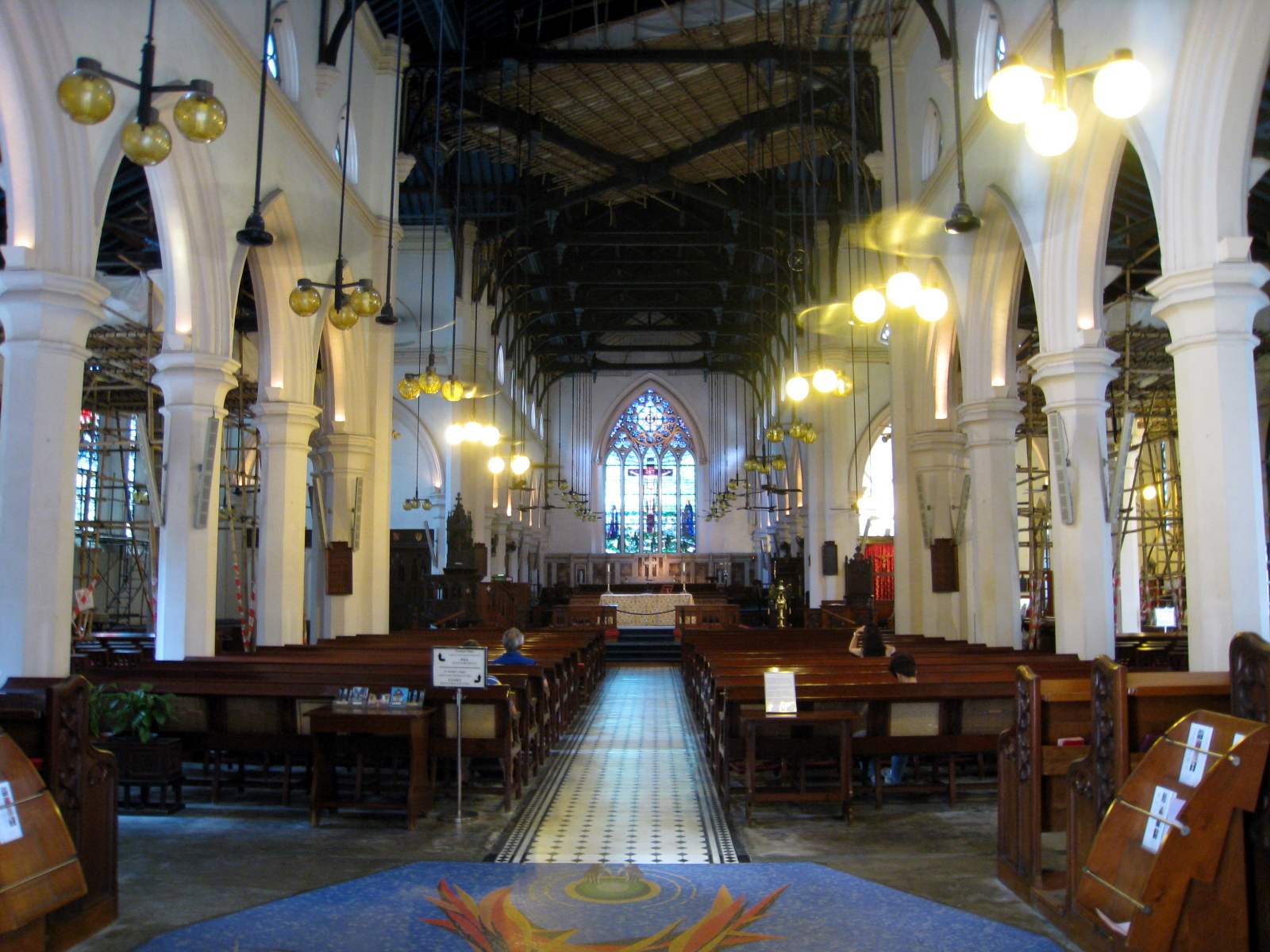
Cattedrale anglicana di San Giovanni (Hong Kong)

### Hong Kong
| Cattedrale                     | Arcidiocesi o Diocesi                 | Località  |
| ------------------------------ | ------------------------------------- | --------- |
| Cattedrale di San Giovanni     | Diocesi anglicana di Hong Kong Island | Hong Kong |
| Cattedrale di Tutti i Santi    | Diocesi anglicana di Caolun Ovest     | Caolun    |
| Cattedrale della Santa Trinità | Diocesi anglicana di Caolun Est       | Caolun    |